# 1255 Schilowa
1255 Schilowa eller 1932 NC är en asteroid i huvudbältet, som upptäcktes den 8 juli 1932 av den ryske astronomen Grigorij Neujmin vid Simeizobservatoriet på Krim. Den är uppkallad efter Rysslands första kvinnliga astronom Maria Zjilova.
Asteroiden har en diameter på ungefär 33 kilometer.